# Iviraiva
Iviraiva is een geslacht van spinnen uit de  familie van de Hersiliidae.

## Soorten
- Iviraiva argentina (Mello-Leitão, 1942)
- Iviraiva pachyura (Mello-Leitão, 1935)